# Xã Oley, Quận Berks, Pennsylvania
Xã Oley (tiếng Anh: Oley Township) là một xã thuộc quận Berks, tiểu bang Pennsylvania, Hoa Kỳ. Năm 2010, dân số của xã này là 3.620 người.